# Andselv
Andselv is een plaats in de Noorse gemeente Målselv, provincie Troms. Andselv telt 753 inwoners (2007) en heeft een oppervlakte van 0,85 km².